# Winnica (rejon szarkowszczyński)
Winnica – dawna wieś. Tereny, na których leżała, znajdują się obecnie na, w obwodzie witebskim, w rejonie szarkowszczyńskim, w sielsowiecie Jody.

## Historia
W czasach zaborów w powiecie dzisieńskim, w guberni wileńskiej Imperium Rosyjskiego.
W latach 1921–1945 wieś leżała w Polsce, w województwie wileńskim, w powiecie dziśnieńskim (od 1926 w powiecie brasławskim), w gminie Jody.
Według Powszechnego Spisu Ludności z 1921 roku zamieszkiwało tu 36 osób, 7 było wyznania rzymskokatolickiego, 11 prawosławnego a 18 staroobrzędowego. Jednocześnie 6 mieszkańców zadeklarowało polską 21 białoruską a 1 rosyjską przynależność narodową. Było tu 8 budynków mieszkalnych. W 1931 w 9 domu zamieszkiwało 50 osób.
Wierni należeli do parafii rzymskokatolickiej w Borodzieniczach i prawosławnej w Jodach. Miejscowość podlegała pod Sąd Grodzki w Brasławiu i Okręgowy w Wilnie; właściwy urząd pocztowy mieścił się w Jodach.